# L'enigma dei numeri primi
L'enigma dei numeri primi (The Music of the Primes) è un saggio scritto da Marcus du Sautoy pubblicato per la prima volta nel 2003.

## Panoramica
Il libro, organizzato in dodici capitoli, tratta dell'ipotesi di Riemann e dei grandi sforzi che molti matematici hanno compiuto per cercare di trovare una strada che porti alla soluzione del problema. L'autore pone in particolar modo la sua attenzione su alcuni matematici vissuti tra il XVIII ed il XX secolo che più di tutti hanno lasciato un segno profondo nella matematica contemporanea o hanno raggiunto risultati degni di nota nello studio dell'Ipotesi di Riemann; tra questi: Enrico Bombieri, Eulero, Pierre de Fermat, Carl Friedrich Gauss, Kurt Gödel, Godfrey Harold Hardy, David Hilbert, John Edensor Littlewood e Srinivasa Ramanujan, oltre allo stesso Bernhard Riemann.

## Edizioni
- Marcus du Sautoy, L'enigma dei numeri primi, traduzione di Carlo Capararo, Rizzoli, 2004,  pp. 606, cap. 12, ISBN 88-17-00098-1.